# Список самых высоких зданий Республики Сербской
Список самых высоких зданий Республики Сербской — перечень самых высоких зданий региона.

## Список
В этом списке приведены небоскрёбы Республика Сербская с высотой от 80 метров, основанные на стандартных измерениях высоты. Эта высота включает шпили и архитектурные детали, но не включает антенны радиовышек и башен. Существующие сооружения включены для построения рейтинга, основываясь на текущей высоте. Знак равенства (=) после ранга указывает на ту же высоту между двумя или более зданий. В столбце «Год» означает год, в котором здание было завершено. Свободно стоящие башни, оттяжки мачта и другие не жилые структуры включены для сравнения; Однако, они не ранжированы.
| Место | Фото | Здание                             | Город     | Высота м | Этажность | Год постройки | Примечания |
| ----- | ---- | ---------------------------------- | --------- | -------- | --------- | ------------- | ---------- |
| -     |      | ТЭС «Углевик»                      | Углевик   | 310      |           |               |            |
| -     |      | Дымовая труба электростанции Gacko | Гацко     | 160      |           |               |            |
| -     |      | Дымовая труба Incel                | Баня-Лука | 150      |           |               |            |
| 1     |      | Republika Srpska Government Tower  | Баня-Лука | 69       | 18        |               |            |
| 2     |      | AIntegral Building                 | Баня-Лука |          |           |               |            |
| 3     |      | Čajavčev neboder                   | Баня-Лука |          |           |               |            |